# シトロエン・Cメティス

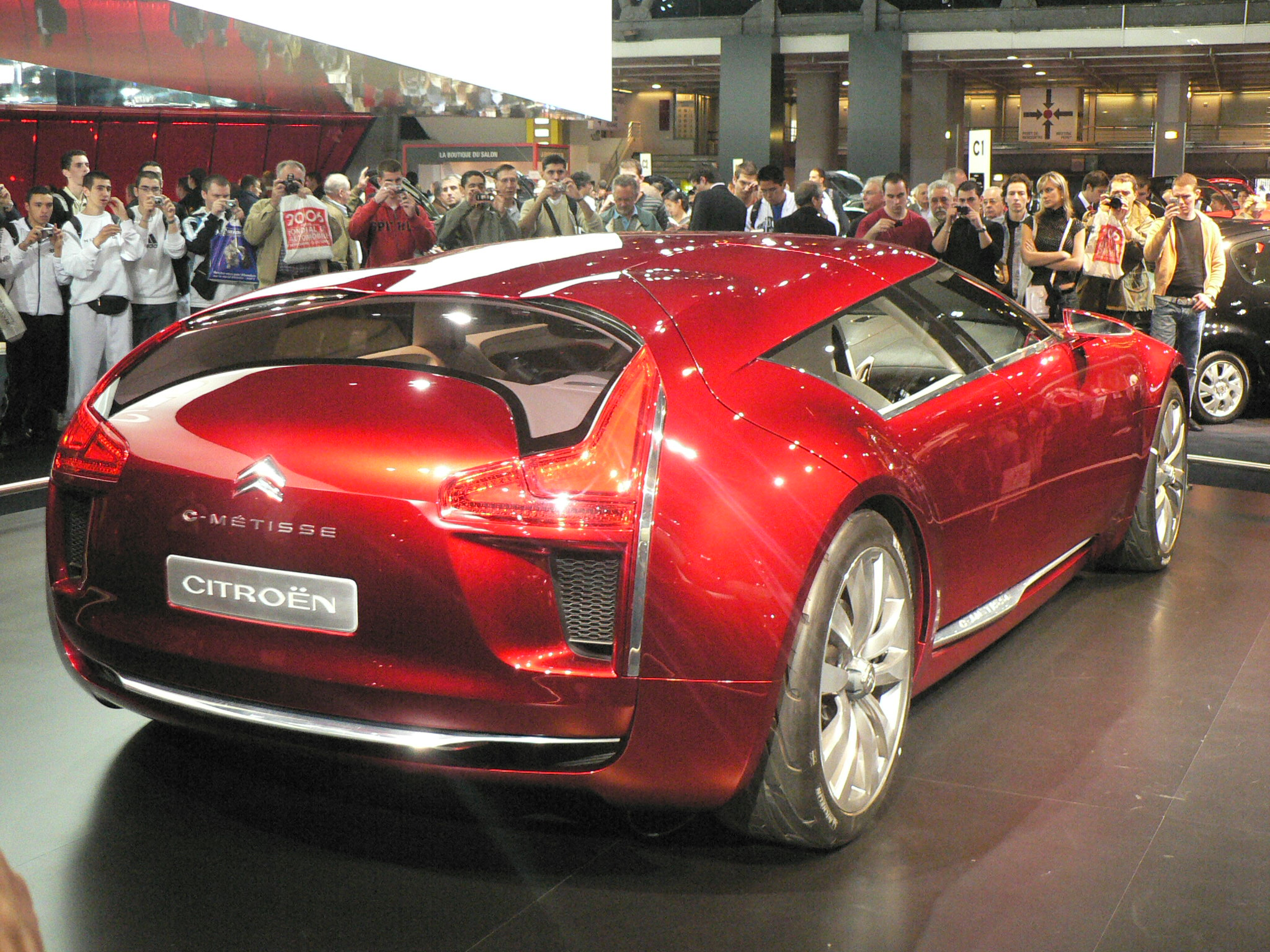
リア

シトロエン・Cメティスは、自動車メーカーのシトロエンが車体制作会社ストラと共同で製作したコンセプトカーである。2006年秋のモンディアル・ド・ロトモビルで初公開された It was first introduced in the autumn of 2006 at the Paris Motor Show.。この車の開発理由は、ハイブリッドカーでも従来の車と同等のパフォーマンスを発揮できることを示すことにあった。
ガソリンエンジンやディーゼルエンジン車と同様の性能を持つハイブリッドカーの実現可能性を体現したコンセプトカーで、メーカーの技術力を示す製品と位置付けられている。前後に電動モーターを搭載するスルー・ザ・ロード方式のパラレルハイブリッドで、エンジンは2.7リッターV6ツインターボディーゼルを採用した。公開時の性能データは、最高出力368馬力、最高速度200km/hと高性能を謳っていた。
ボディスタイルは5ドアの2+2シューティングブレークとなっている。シトロエンがハイブリッド車を製作するのは初めてではなく、2006年1月にはシトロエン・C4とプジョー・307のハイブリッドバージョンを公開していた。
この車はフロントホイール駆動、リアホイール駆動、4ホイール駆動に切り替え可能な駆動方式を採用している。エンジンは2.7リッターV6ツインターボディーゼルで、前後にモーターを搭載するパラレルハイブリッドシステムを組み合わせた。公開時の性能データは最高出力368馬力、最高速度200km/hと高性能を謳っていた。

## 仕様
- エンジン: 2.7リッターV6ツインターボディーゼル (前輪208馬力)
- 電気モーター: TM4社製リアアクスル20馬力x2基
- 駆動バッテリー: リチウムイオンバッテリー
- 変速機: CVT
- 最高出力: 368PS
- 0-100km/h加速: 6.2秒
- 最高速度: 250km/h
- 燃費: 6.5L/100km (43mpgインペリアル、36mpgアメリカ)